# Halstenbek
Halstenbek település Németországban, Schleswig-Holstein tartományban. Lakosainak száma 18 042 fő (2023. december 31.). Halstenbek Pinneberg, Hamburg, Rellingen és Schenefeld községekkel határos.

## Népesség
A település népességének változása:
| Lakosok száma | 6    | 18   | 407  | 3627 | 13 030 | 16 200 | 17 250 | 17 765 | 17 961 | 18 042 |
|               | 1464 | 1666 | 1803 | 1939 | 1975   | 2006   | 2015   | 2018   | 2021   | 2023   |